# La Grande Fenêtre
La Grande Fenêtre est une œuvre de l'artiste cubain Agustín Cárdenas. Il s'agit d'une sculpture en marbre de Carrare blanc conçue en 1974. Elle est installée dans le musée de la sculpture en plein air de Paris, en France.

## Description
L'œuvre est une sculpture.
L'œuvre repose sur un socle rectangulaire portant un cartel indiquant les noms de l'œuvre et de l'auteur, ainsi que la date de création et le matériau utilisé.

## Localisation
La sculpture est installée dans le musée de la sculpture en plein air, un lieu d'exposition d'œuvres de sculpteurs de la seconde moitié du XXe siècle, dans le jardin Tino-Rossi, sur le port Saint-Bernard et le long de la Seine, dans le 5e arrondissement de Paris.